# Powiat Berettyóújfalu
Powiat Berettyóújfalu (węg. Berettyóújfalui járás) – jeden z dziewięciu powiatów komitatu Hajdú-Bihar na Węgrzech. Siedzibą władz jest miasto Berettyóújfalu.

## Miejscowości powiatu Berettyóújfalu
- Ártánd
- Bakonszeg
- Bedő
- Berekböszörmény
- Berettyóújfalu
- Biharkeresztes
- Bojt
- Csökmő
- Darvas
- Esztár
- Furta
- Gáborján
- Hencida
- Kismarja
- Komádi
- Körösszakál
- Körösszegapáti
- Magyarhomorog
- Mezőpeterd
- Mezősas
- Nagykereki
- Pocsaj
- Szentpéterszeg
- Tépe
- Told
- Újiráz
- Váncsod
- Vekerd
- Zsáka